# Carignano del Sulcis rosso riserva
Il Carignano del Sulcis rosso riserva è un vino DOC la cui produzione è consentita nella provincia di Cagliari.

## Caratteristiche organolettiche
- colore: rosso rubino intenso
- odore: intenso, equilibrato
- sapore: asciutto, caratteristico

## Produzione
Provincia, stagione, volume in ettolitri
- nessun dato disponibile